# Lucien Martinet
Lucien Martinet (ur. w 1879 w Bourges, zm. 10 czerwca 1903 w Paryżu) – francuski wioślarz, srebrny medalista olimpijski.
Wystąpił na igrzyskach olimpijskich w Paryżu w 1900, gdzie razem z René Waleffem zdobył srebrny medal w dwójkach ze sternikiem. W finale o 0,2 sekundy wyprzedzili ich François Brandt i Roelof Klein. Na tej samej imprezie startował także w ósemkach, jedynkach jego osada nie ukończyła zawodów.
Ponadto zdobył złoty medal w dwójkach podwójnych na mistrzostwach Europy w Turynie w 1898 roku oraz w dwójkach ze sternikiem na mistrzostwach Europy w Paryżu w 1900 roku.